# Solange Wilvert
Solange Wilvert (1 de septiembre de 1989) es una modelo brasileña. Wilvert fue descubierta en un casting de su colegio en Florianopolis, Santa Catarina. Tenía 14 años en aquel momento, pero en tan solo cuatro semanas había firmado un contrato con Nueva York. Ha desfilado para Chanel, Alexander McQueen, Marc Jacobs, Karl Lagerfeld, entre otros. Fue el rostro de Chanel, Calvin Klein. Fendi, Gucci, Stella McCartney, Figuró en la portada de Stiletto, Vogue (3 veces), y Wonderland.